# Saïd Brahimi

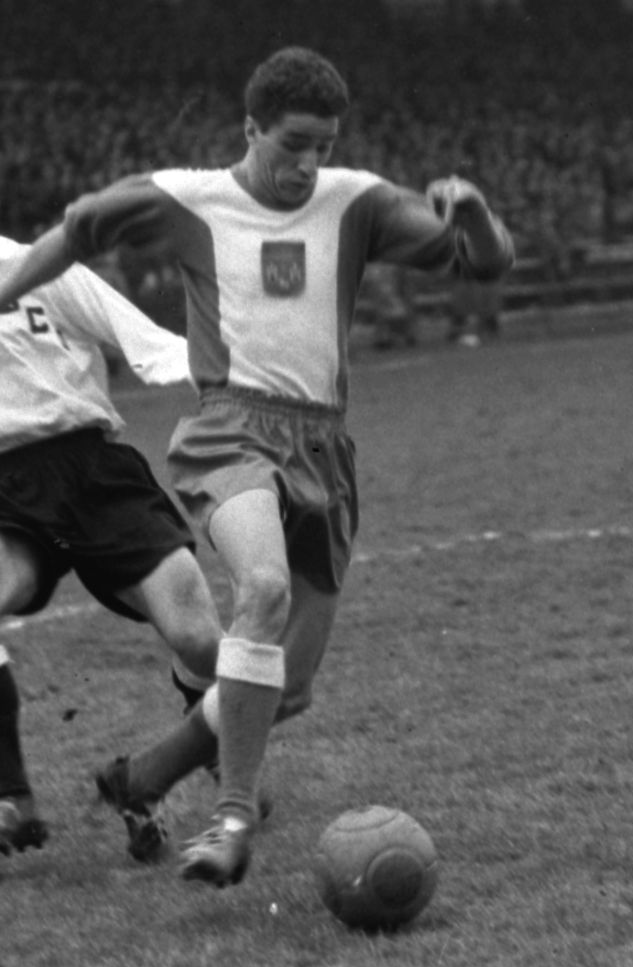
Saïd Brahimi, 1957

Saïd Brahimi (arabisch سعيد إبراهيمي, DMG Saʿīd Ibrāhīmiyy; * 14. März 1931 in Bône; † 27. Dezember 1997 ebenda, inzwischen in Annaba umbenannt) war ein algerisch-französischer Fußballspieler und -trainer.

## Vereinskarriere

### In Frankreich
Der im damals zu Frankreich gehörenden Algerien geborene, hochgewachsene und technisch gute Rechtsaußen kam 1954 vom JAC Bône zum südfranzösischen Zweitdivisionär FC Sète, wo er auf Anhieb zum Stammspieler wurde. Er war auch torgefährlich, bei den Gegnern aber vor allem wegen seiner Vorlagen und Flanken gefürchtet. Obwohl Brahimi seine großen Dribblerqualitäten gelegentlich übertrieb, machte er bald Jules Bigot, den Trainer des FC Toulouse, auf sich aufmerksam, der ihn im Winter 1955/56 nach 46 Zweitligaeinsätzen und zehn selbst erzielten Treffern für seine Erstligamannschaft verpflichtete. Dort bildete er gemeinsam mit René Dereuddre einen starken rechten Flügel; auch der torgefährliche Linksaußen, Abdelhamid Bouchouk, stammte aus Algerien.
In den folgenden gut zwei Jahren schloss der Klub jeweils in der oberen Tabellenhälfte ab, spielte allerdings nicht an vorderster Stelle um die Meisterschaft mit. Dafür gewann Saïd Brahimi mit dem „Téfécé“ – so die in Frankreich geläufige Kurzform des Klubs – 1957 aber den französischen Pokalwettbewerb. Der Weg dorthin war geprägt von engen Spielverläufen. Gegen den RC Lens und den Zweitligisten FC Grenoble bedurfte es jeweils einer Wiederholungspartie, gegen UA Sedan-Torcy rettete Toulouse sich erst Sekunden vor dem Schlusspfiff in die Verlängerung und schoss dort das entscheidende 3:2. Auch im Halbfinale setzte sich die Elf erst in den Schlussminuten mit 3:2 gegen OGC Nizza durch, wobei Brahimi den ersten Treffer des FC erzielte. Das Finale gegen SCO Angers, ein „Offensivfestival“ und bis heute (2017) das torreichste in der über hundertjährigen Geschichte der Coupe de France, verlief für den Téfécé dann aber vergleichsweise glatt; Saïd Brahimi gelang mit dem 6:3 das letzte Tor der Begegnung.

### Für Algerien
Siehe den detaillierten Artikel Fußballauswahl des FLN
Am zweiten Aprilwochenende 1958, wenige Spieltage vor Ende der Saison, verließ Saïd Brahimi gemeinsam mit seinem Mannschaftskameraden Bouchouk heimlich Toulouse. Sie trafen sich mit ihren Kollegen Rachid Mekhloufi (AS Saint-Étienne) und Abdelhamid Kermali (Olympique Lyon) nahe Lyon, von wo aus die vier gemeinsam über die Schweiz nach Tunis reisten. Sie hatten sich wie etliche andere algerische Berufsfußballer entschieden, für die Auswahl des Front de Libération Nationale (FLN) zu spielen, um so für die Selbständigkeit der französischen Kolonie zu werben. Als Brahimi einige Monate zuvor gefragt worden war, ob er daran teilnehmen wolle, soll er mit seiner Zusage nicht einen Augenblick gezögert haben. Sofort nach Bekanntwerden dieser Abreise kündigte der FC Toulouse Brahimis und Bouchouks Spielerverträge fristlos, und der Verband zog ihre Lizenzen ein. Das Team bestritt während des Algerienkrieges zwischen 1958 und 1962 in Osteuropa, Asien und Afrika gut 80 Begegnungen. Brahimi gehörte bis zum Herbst 1959 zur Stammformation der „Unabhängigkeitself“ und nahm an etwa der Hälfte ihrer Spiele teil. Anschließend ließ er sich in Libyen nieder, um als Trainer zu arbeiten (siehe unten).

### Stationen
- Jeunesse Athletic Club de Bône (als Jugendlicher)
- Football Club de Sète (1954–Ende 1955, in D2)
- Toulouse Football Club (Januar 1956–April 1958)
- FLN-Auswahl (April 1958–Oktober 1959)

## In der Nationalmannschaft
Im Juni bzw. Oktober 1957 wurde Brahimi in zwei A-Länderspielen der französischen Nationalmannschaft eingesetzt. In diesem Kreis erzielte er auch einen Treffer beim 8:0-Sieg in der WM-Qualifikation über Island; dabei hatte er den fehlenden Jean Vincent auf der ungewohnten Linksaußenposition ersetzen müssen. In seinem zweiten Spiel für die Bleus (0:0 im entscheidenden letzten Qualifikationsspiel bei den Belgiern) nominierte Nationaltrainer Albert Batteux Brahimi dann aber auf der rechten Angriffsseite. Im Frühjahr 1958 endete seine internationale Laufbahn für Frankreich und es begann diejenige für Algerien (siehe oben).

## Palmarès
- Französischer Meister: Fehlanzeige
- Französischer Pokalsieger: 1957
- 2 A-Länderspiele (1 Treffer) für Frankreich
- 72 Spiele und 11 Tore in der Division 1 (für Toulouse)
- ca. 40 Spiele für die algerische FLN-„Nationalmannschaft“

## Leben nach der Zeit als Spieler
Ab 1959 hat Brahimi als Trainer gearbeitet; unterbrochen von einem Jahr (1964/65) bei der JSM Skikda in seinem Geburtsland übte er diese Tätigkeit rund 30 Jahre in Libyen aus, weil er sich dort wohlfühlte. Unter anderem betreute er El Ahly Bengasi, den Aurassi Club aus Darna und war verantwortlich für die Auswahlmannschaft Ostlibyens. Daneben baute er sich mit einem großen Bekleidungsgeschäft ein zweites berufliches Standbein auf; er „versorgte die Jugendlichen des Landes mit Jeans, was ihm zu beachtlichem Wohlstand verholfen hat“. Erst 1990 kehrte er endgültig nach Algerien zurück. Dort war er eine Saison lang Sportdirektor der USM Annaba, Trainer und Vorstandsmitglied beim Mouloudia Club d’Oran, zudem ab 1991 Berater des Ministers für Jugend und Sport. Ende 1997 starb Saïd Brahimi, 66-jährig, in seinem Geburtsort nach einem Herzinfarkt.